# 존 마샬 존스

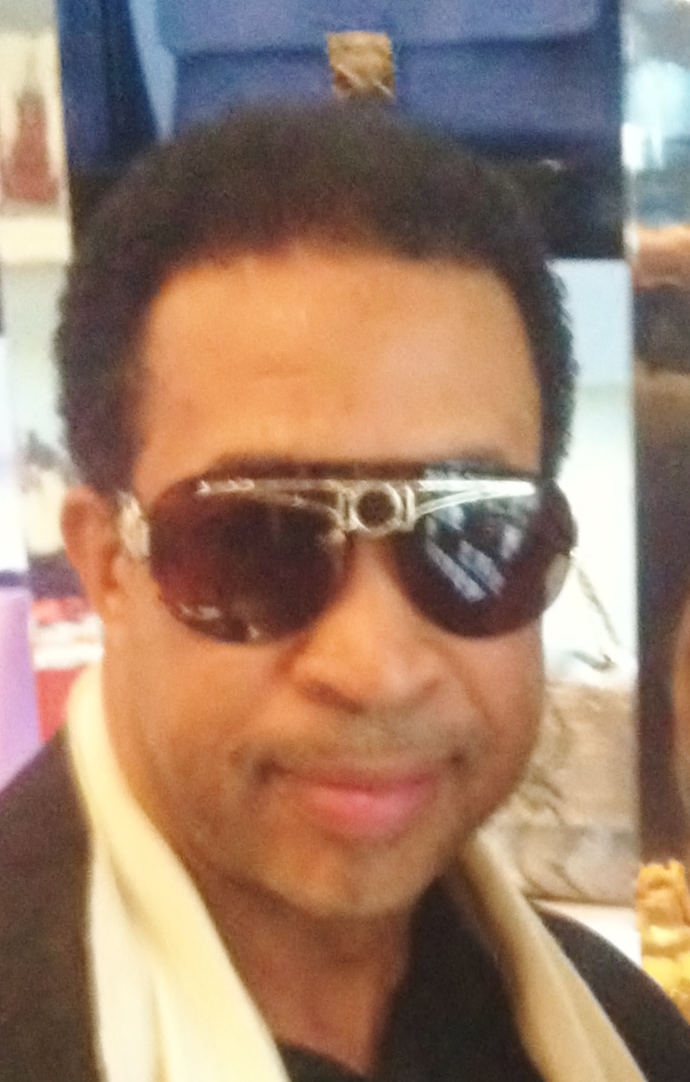

존 마셜 존스(John Marshall Jones, 1962년 8월 17일 ~ )는 미국의 배우이다.
디트로이트에서 태어났다.

## 출연 작품
- 생존: 러스트 크릭 (2018년) - 슬래터리 역
- 미스테리 맨 (2002년) - 프랭크 헤이즈 역
- 노아 (1998년)
- 더 홀 (1997년)
- 콘 에어 (1997년)
- 말뚝상사 빌코 (1996년)
- 어 데인저러스 어페어 (1995년)
- 덩크슛 (1992년)
- 전쟁의 사상자들 (1989년)
- 비디오테이프 대소동 (1988년)
- 굿모닝 베트남 (1987년)
- 루 모귀의 살인자 (1971년)

### 텔레비전
- ER (1995)
- 스마트 가이 (1997–99)
- 익명인: 정체불명의 사나이 (2002-03)
- 조안 오브 아카디아 (2003-05)
- 덱스터 (2007) - 커티스 반스 역
- 트룹 (2009-13) - 스토클리 씨 역